# Lebensraum
Lebensraum - njemačka riječ za "životni prostor" - je bila jedna od glavnih političkih ciljeva Adolfa Hitlera, te vrlo važna stavka za nacionalsocijalističke ideologije. Služila je kao motivacija za ekspanzionističku politiku Trećeg Reicha, u svrhu stvaranja tzv. Velike Njemačke. U Hitlerovoj knjizi Mein Kampf, jasno je izrazio svoj stav o tome da Nijemci trebaju životni prostor koji bi se nalazio na istoku i bio ostvaren na štetu slavenskog stanovništva (Drang nach Osten). Vatreni Himmlerov govor od 4. listopada 1943. poznat je po naglašavanju nužnosti nemilosrdnog brutalnog ponašanja prema svim negermanskim narodima, a na poseban način prema Slavenskim narodima.